# ناحیه چوبه
ناحیه چوبه (به لاتین: Chobe District) یک منطقهٔ مسکونی در بوتسوانا است که در بوتسوانا واقع شده‌است.